# Recuerdos de la casa de los muertos
Recuerdos de la casa de los muertos (en ruso: Записки из Мёртвого дома), traducida también como Memorias de la casa muerta, es una novela del autor Fiódor Dostoyevski publicada en 1862. 
En esta obra se refleja la desesperación del autor cuando estuvo encarcelado por crímenes contra la seguridad del Estado. Se lo acusó de debatir sobre las ideas utópicas socialistas y liberales surgidas en Francia.

## Antecedentes
El autor fue encarcelado el 23 de abril de 1849 y condenado a muerte por actividades antigubernamentales por su vinculación con el Círculo Petrashevski. El 22 de diciembre de 1849 es trasladado para su fusilamiento cuando contaba 28 años de edad, junto con otros 25 detenidos, en tiempos del Zar Nicolás I, pero su pena es condonada por trabajos forzados en la kátorga de Omsk (Siberia), donde estuvo 5 años y, gracias a una amnistía decretada por Alejandro II, podría volver a San Petersburgo.
La obra fue publicada originalmente en 1862 y deja entrever la depresión que el autor llevaba arrastrando por su fracaso literario con graves críticas y que lo empujaron a una época de juego durante la que contrajo grandes deudas que lo acompañarían a lo largo de su vida.

## Argumento
Recoge las vivencias del personaje Aleksandr Petróvich Goryánchikov en la cárcel siberiana por matar a su esposa en el primer año de su matrimonio. Cada capítulo de la obra describe las anécdotas, las distintas temáticas y conversaciones o experiencias que viven los presos, sus sentimientos acerca de la Navidad, el verano, intentos de fugas y otros detalles de la sociedad, la administración y la cultura rusas.
En este libro, que fue publicado por capítulos en una revista que fundó el autor junto con su hermano Mijaíl, se reflejan sus propias experiencias en la cárcel, la falta de libertad, el frío, la soledad, los duros trabajos forzados, el tipo de personas con las que convivió y que a pesar de ser criminales describe con una gran humanidad. En esta obra se hace una profunda reflexión sobre la psicología criminal.
Transmite sus conocimientos de la Biblia, libro que el propio autor leía a diario en prisión y del que derivó su idea del uso del sufrimiento como liberación y salvación espiritual.
La historia transcurre en su mayoría en el primer año de prisión, sin que se especifiquen fechas ni tiempos exactos. Aparecen varias publicaciones alternativas como “Recuerdos de la casa de los muertos” (a causa de una mala traducción), “Memorias de la casa muerta”, “Notas de la casa muerta” o “El sepulcro de los vivos”.
Aleksandr Petróvich es el principal personaje que vive capítulos estremecedores. Cuenta sus experiencias, como el primer día que llegó a la prisión, o cómo se idealiza la libertad cuando no se tiene, los amigos, los granujas, los desprecios que sufre, los grupos que se forman, los abusadores de todo tipo, el odio en algunos, la astucia de otros, la inteligencia, los sueños, los delatores.
El autor llega a la conclusión de que la única posibilidad de libertad para el hombre en la cárcel son los libros.

## Personajes
Akim Akímych es exmiembro de la academia militar de Rusia; se encuentra en prisión por disparar a un príncipe erróneamente incendiando una fortaleza. En la cárcel es una figura respetada por ser un buen negociador.
Sirotkin, un joven atractivo de 23 años de edad, quien entra en la cárcel por matar a su capitán en el batallón.  		
Gazin, con el pseudónimo de "la araña", ingresa en prisión por matar a numerosos niños cuando era soldado, y se siente orgulloso de haberlo hecho.
Y figuran otros personajes como Baklushin.

## Algunas frases del libro
-“ Hay gente mala en todas partes, pero hay buenos entre ellos” (Página 81) 	 		 
-“ No se puede lavar un perro negro blanco.” (Página 281) 	 
-“ No hay nada más terrible que vivir fuera de su propia esfera.” (Página 308)

## Repercusiones
El filósofo Nietzsche lo consideró, en una carta enviada a Peter Gast (pseudónimo de Heinrich Köselitz), uno de los libros más humanos que existen. 

## Adaptaciones
El compositor moravo Leoš Janáček adaptó la novela como libreto de su ópera De la casa de los muertos (Z mrtvého domu).
En el manga Bungo stray dogs, el antagonista Fyodor Dostoyevski dirige una organización criminal llamada "Ratas de la mansión de los muertos", nombre inspirado en la novela.

## Ediciones en castellano
- Memorias de la casa muerta, Alba Editorial, Barcelona, 2001.
- Memorias de la casa muerta, DeBolsillo, Barcelona, 2010.